# Roncus ligusticus
Roncus ligusticus är en spindeldjursart som beskrevs av Beier 1930. Roncus ligusticus ingår i släktet Roncus och familjen helplåtklokrypare. Inga underarter finns listade i Catalogue of Life.